# Trichostichia
Trichostichia là một chi bướm đêm thuộc họ Geometridae.